# Instituto Mexicano de la Propiedad Industrial
El Instituto Mexicano de la Propiedad Industrial (IMPI, por sus siglas) es un Organismo público descentralizado con personalidad jurídica y patrimonio propio y con la autoridad legal para administrar el sistema de Propiedad industrial en México. El IMPI es el organismo encargado de la aplicación administrativa de la Ley Federal de la Propiedad Industrial (LFPI).
En el IMPI se gestionan las patentes, marcas, modelos de utilidad, diseños industriales, esquema de trazado de circuito integrado y denominación de origen.

## Distinciones
En la Edición XXXV (2015) del Premio Nacional de Administración Pública (México), el IMPI alcanzó el primer grado, en su primera participación.

## Acuerdos Internacionales
El IMPI es miembro de: 
- PCT[3] Tratado de Cooperación en materia de Patentes de la OMPI, desde el 1 de enero de 1995.[4][5]
- Arreglo de Estrasburgo[6] relativo a la Clasificación Internacional de Patentes (CIP)[7] de la OMPI, adherido desde el 26 de octubre del 2000.[8]
- Arreglo de Locarno[9] relativo a la Clasificación de Diseños Industriales[10] de la OMPI, adherido desde el 26 de octubre del 2000.[11]

- 'CPC'[12] Clasificación Cooperativa de Patentes, administrada conjuntamente por la EPO y la USPTO, desde el 15 de julio de 2015.[13]

## Sedes
El IMPI tiene dos oficinas centrales en la Ciudad de México, unas oficinas administrativas en la Alcaldía Álvaro Obregón; y otra para trámites de registro en la Alcaldía Xochimilco. Asimismo tiene sedes u oficinas regionales en cinco ciudades de la república: Guadalajara, León, Mérida, Monterrey y Puebla.

## Directores generales
| Director general              | Periodo                                       |
| ----------------------------- | --------------------------------------------- |
| Jorge Amigo Castañeda         | 31 de enero de 1994 - 14 de abril de 2011     |
| José Rodrigo Roque Díaz       | 15 de abril de 2011 - 1 de enero de 2013      |
| Miguel Ángel Margáin González | 2 de enero de 2013 - 30 de noviembre de 2018  |
| Juan Lozano Tovar             | 13 de diciembre de 2018 - 8 de junio de 2021  |
| Alfredo Rendón Algara         | 2 de julio de 2021 - 4 de enero de 2023       |
| José Sánchez Pérez            | 4 de enero de 2023 - 30 de septiembre de 2024 |
| Santiago Nieto Castillo       | Desde el 1 de octubre de 2024                 |